# یواس‌اس هلنا (سی‌ال-۵۰)
یواس‌اس هلنا (سی‌ال-۵۰) (به انگلیسی: USS Helena (CL-50)) یک کشتی بود که طول آن ۶۰۸٫۳ فوت (۱۸۵٫۴ متر) بود. این کشتی در سال ۱۹۳۹ ساخته شد.